# Kozí maso

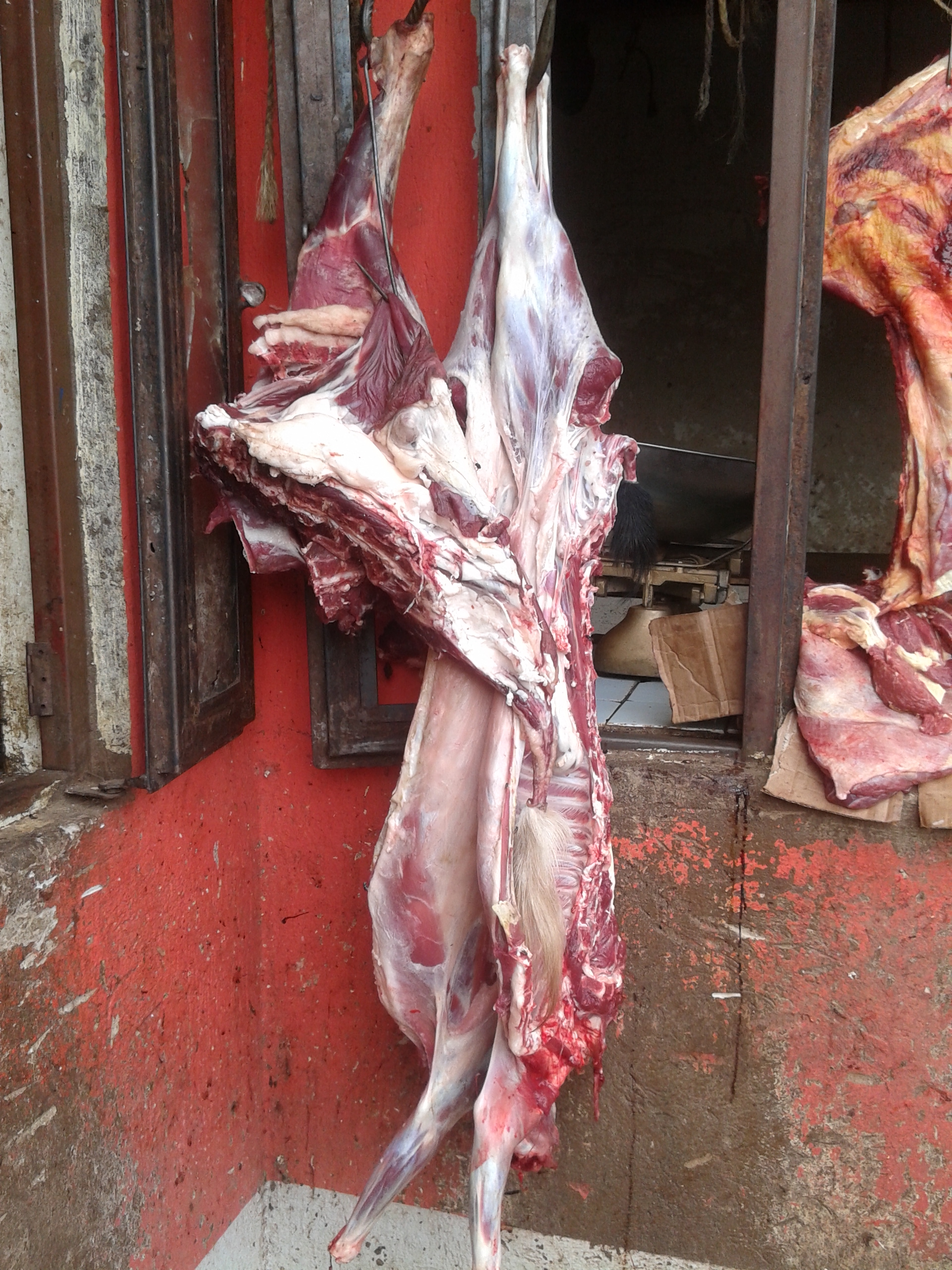
Kozí maso připravené k prodeji na trhu v Ugandě

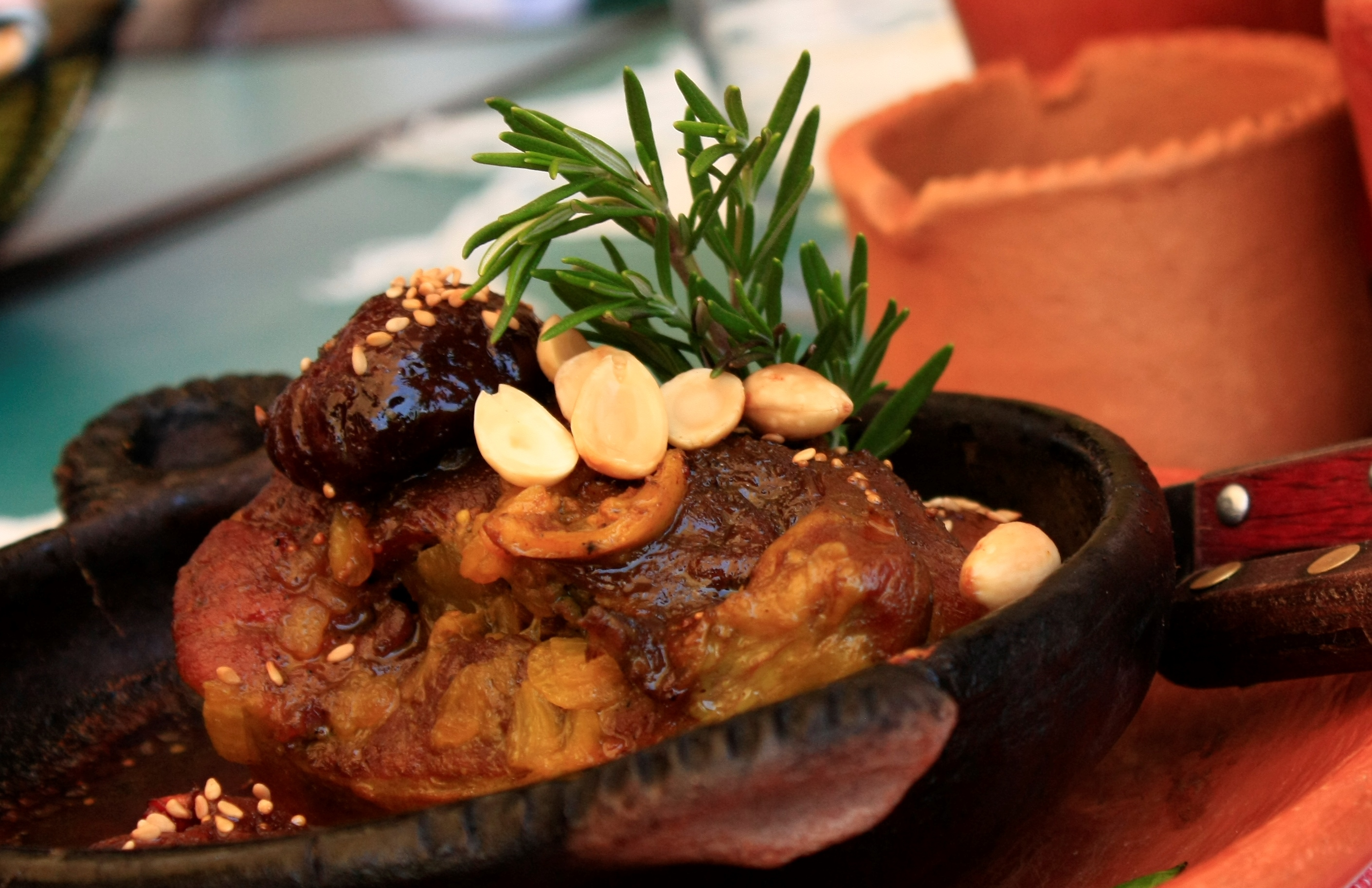
Tažín z kozího masa

Kozí maso je maso kozy domácí (Capra hircus). Výraz "kozí maso" označuje maso starších zvířat, zatímco maso mladých koz se nazývá "kůzlečí maso". V jihoasijské kuchyni se pro kozí maso používá i výraz maso skopové.

## Kozí maso v národních kuchyních
Kozí maso je základem mnoha národních kuchyní i lokální pochoutkou. Kozí maso se používá především v africké, blízkovýchodní, indické, indonéské, nepálské, bangladéšské, pákistánské, abruzzské, mexické, karibské (jamajské), haitské, dominické a ekvádorské kuchyni. Cabrito, znamenající kůzle, je typickým pokrmem v Monterrey, v Nuevo Leónu v Mexiku. V Itálii se tomuto pokrmu říká capretto. Kozí maso lze připravovat různými způsoby, jako je dušení, kari, pečení, grilování, barbecue, mletí, konzervování, smažení nebo se z něho vyrábí klobásy. Jerky jsou další oblíbený způsob konzumace kozího masa.

### Afrika
Kozí maso se v mnoha částech Afriky používá při mnoha tradičních obřadech. Například v Keni je pravděpodobnější, že je v mnoha domácnostech k dispozici kozí maso, než maso hovězí nebo dokonce kuřecí. Mnoho choma nebo grilovaného masa se vyrábí z kozího masa a v mnoha částech země je považováno za velkou pochoutku. Mezi lidmi Chaga v Tanzanii. je obřadní koza (lokálně zvaná ndafu) vykuchána a celá pečena jako součást staleté tradice. Obřadní koza je preferovanou náhradou svatebního dortu.

### Evropa
Během slavení Velikonoc se pečená koza podává v italské, řecké, srbské či portugalské kuchyni. V italské kuchyni se koza používá při přípravě boloňských špaget a lasagní jako alternativa k jehněčímu nebo hovězímu masu, přičemž na severu Portugalska je podávána na Štědrý den. Pokrmy z kozího masa se během Velikonoc podávají i v alpských oblastech střední Evropy. V Bavorsku se kozí maso tradičně dusí, v Tyrolsku se obaluje a podává smažené.

### Severní Amerika
V americké, kanadské či severoevropské kuchyni je používání kozího masa méně časté. Na některých místních specializovaných trzích však dosáhla popularity. Mezi těmito trhy jsou ty, na kterých nakupují přistěhovalci z Asie a Afriky, kteří kozí maso preferují. Do roku 2011 se počet koz poražených ve Spojených státech dostal na téměř milion kusů ročně. Zatímco v minulosti bylo kozí maso omezeno na etnicky zaměřené trhy, časem se dostalo i do několika luxusních restaurací, zejména ve městech jako New York či San Francisco.

### Latinská Amerika
Cabrito, specialita obzvláště běžná v latinskoamerické kuchyni, jako je mexická, peruánská, brazilská a argentinská, je obvykle připravována pomalým pečením. V mexické kuchyni existuje řada jídel, včetně birria (kořeněný kozí guláš) a cabrito entomatado (kozí maso vařené v omáčce z rajčat a koření).

### Asie
Na Okinawě v Japonsku se kozí maso podává syrové, nakrájené na tenké plátky jako yagisashi. V Indonésii se kozí maso s oblibou napíchává a griluje jako sate kambing nebo se z něho dělá kari, jako je sup kambing a Gulai kambing. Ve filipínské kuchyni se kozí maso připravovalo v několika variantách, například jako kilawin či kaldereta.
Na Indickém subkontinentu se skopové biryani a skopové kari připravují ve státech Uttarpradéš, Telangána a Bihár. Kozí maso se používá jako hlavní přísada k vytvoření bohaté chuti. Kozí kari je tradiční indokaribské jídlo. V Bangladéši v Západním Bengálsku se tradiční masová jídla jako je kosha gosht a rezala připravují z kozího masa.
Kozí maso je také hlavní pochoutkou v Nepálu. Kozy jsou zde obětovány během svátku Dashain, které jsou největšími každoročními oslavami v zemi, stejně jako při dalších příležitostech. Existuje mnoho samostatných pokrmů, které dohromady zahrnují všechny jedlé části zvířete. Bhutun se vyrábí ze střev a žaludku, rakhti z krve, kraji-marji z jater a plic a či polévka khutti z kozích nohou. Sukuti je druh jerky, zatímco sekuwa se vyrábí z pečeného masa a často se jí při konzumaci alkoholických nápojů. Kromě těchto jídel se kozí maso v různých částech země často konzumuje jako součást momo, thukpa, chow mein a dalších jídel. Dalším oblíbeným pokrmem je taasa, pokrm ze smaženého kozího masa.

### Oceánie
Na počátku roku 2020 vyprodukovala Austrálie pouze 0,4 % celosvětové produkce kozího masa a její domácí trh byl malý. Přímo v Austrálii se spotřebovalo pouze 9 % lokálně vyprodukovaného kozího masa. Zároveň však byla Austrálie celosvětově největším vývozcem této komodity. Většina australského exportu kozího masa byla ve formě zmrazených celých jatečně upravených koz. Největším odběratelem byly Spojené státy.
Podle Meat & Livestock Australia bylo v roce 2023 v Austrálii poraženo více než 2 miliony koz. Většina z nich byly divoké pastevecké kozy, které se vyskytují po celé Austrálii, ale nejvíce jich je v západním Novém Jižním Walesu.

## Charakteristika
Kozí maso má pověst silné, hravé chuti, ale chuť může být i mírná, v závislosti na tom, jak jsou kozy chovány a maso připravováno. Karibské kultury často preferují maso ze zralých koz, které má tendenci být štiplavější, zatímco jiné kultury preferují maso, které pochází z mladších koz, ve stáří šest až devět měsíců. Žebra, hřbet a panenka jsou vhodné pro rychlou přípravu, zatímco jiné části jsou lepší pro pomalé dušení. Přestože se kozí maso řadí mezi červená masa, je libovější a obsahuje méně cholesterolu a tuku než jehněčí a hovězí maso a má nižší energetickou hodnotu. Proto vyžaduje pomalé vaření při nízké teplotě, aby si maso zachovalo křehkost a šťavnatost.

## Produkce
Kozy spotřebují méně píce než hovězí dobytek. Na hektar pastviny je možné uživit i více než 25 koz ve srovnání s pěti kusy hovězího dobytka. Koza produkuje 18 kg masa, což je mnohem méně než u skotu a prasat, takže kozy nejsou vhodné pro moderní zpracovatele masa.